# Route nationale 568
Die Route nationale 568, kurz N 568 oder RN 568, ist eine französische Nationalstraße, die ab 1933 zwischen Nîmes und Les Pennes-Mirabeau  verlief. Im Département Gard wurde die Trasse der 1813 als D11 und ab 1891 als Gc41 ausgeschilderten Départementstraße verwendet. Ihre Länge betrug 101 Kilometer. 1949 wurde von der N113 der Abschnitt zwischen Nîmes und der Kreuzung mit der N572 westlich von Saint-Martin-de-Crau übernommen. Die Länge sank auf 60,5 Kilometer. 1978 wurde sie über die Trasse der N568B nach L’Estaque verlegt. Die alte Trasse wurde 2006 zur N368 umgestuft.

## Streckenverlauf
| Position | höchste zulässige Gesamtgeschwindigkeit | Fahrbahnen | Typ                          | Abschnitt                       | Längengrad | Breitengrad |
| -------- | --------------------------------------- | ---------- | ---------------------------- | ------------------------------- | ---------- | ----------- |
| 1        | 110                                     | 2          | Beginn der Autobahn          | A 55                            | 43.4120    | 5.0251      |
| 2        | 110                                     | 2          | Teil-Anschlussstelle         | Chemin des Fabriqués            | 43.4126    | 5.0204      |
| 3        | 110                                     | 2          |                              | station - Chemin des Fabriqués' | 43.4130    | 5.0173      |
| 4        | 110                                     | 2          | Raststätte                   | station                         | 43.4132    | 5.0140      |
| 5        | 110                                     | 2          | Rastplätze                   | CC accessible unquement par RN  | 43.4135    | 5.0081      |
| 6        | 110                                     | 2          | Teil-Anschlussstelle         | Port-de-Bouc-Saint-Jean         | 43.4135    | 5.0081      |
| 7        | 110                                     | 2          | Vollständige Anschlussstelle | Port-de-Bouc (ost)              | 43.4135    | 4.9988      |
| 8        | 90                                      | 2          | Vollständige Anschlussstelle | Port-de-Bouc (Stadt)            | 43.4148    | 4.9869      |
| 9        | 70                                      | 2          | Ende in Stadt                | Port-de-Bouc                    | 43.4159    | 4.9835      |

## N 568a
Die Route nationale 568A, kurz N 568A oder RN 568A, war von 1933 bis 1973 ein Seitenast der N568, der von dieser in Fos-sur-Mer abzweigte und nach Port-Saint-Louis-du-Rhône verlief. Ihre Länge betrug 13 Kilometer. 1967 wurde die N568A auf eine Neubaustraße weiter nördlich verlegt, da die ufernahe Führung dem Neubau eines Hafens zwischen Fos-sur-Mer und Port-Saint-Louis-du-Rhône im Wege war. Dadurch existieren heute nur noch Reste der ursprünglichen Trasse als Kommunalstraßen. Die Länge der neuen Führung betrug 15 Kilometer.

## N 568b
Die Route nationale 568B, kurz N 568B oder RN 568B, war ab 1968 ein Seitenast der N 568, der von dieser nordöstlich von Châteauneuf-les-Martigues abzweigte und zuerst bis Le Rove verlief. 1970 wurde sie weiter bis L’Estaque verlängert und 1978 Teil der Stammstraße. Im Michelinplan 84 (1:200000) von 1966 ist das erste Stück von 1968 als N 568A eingetragen.